# 富士山下站

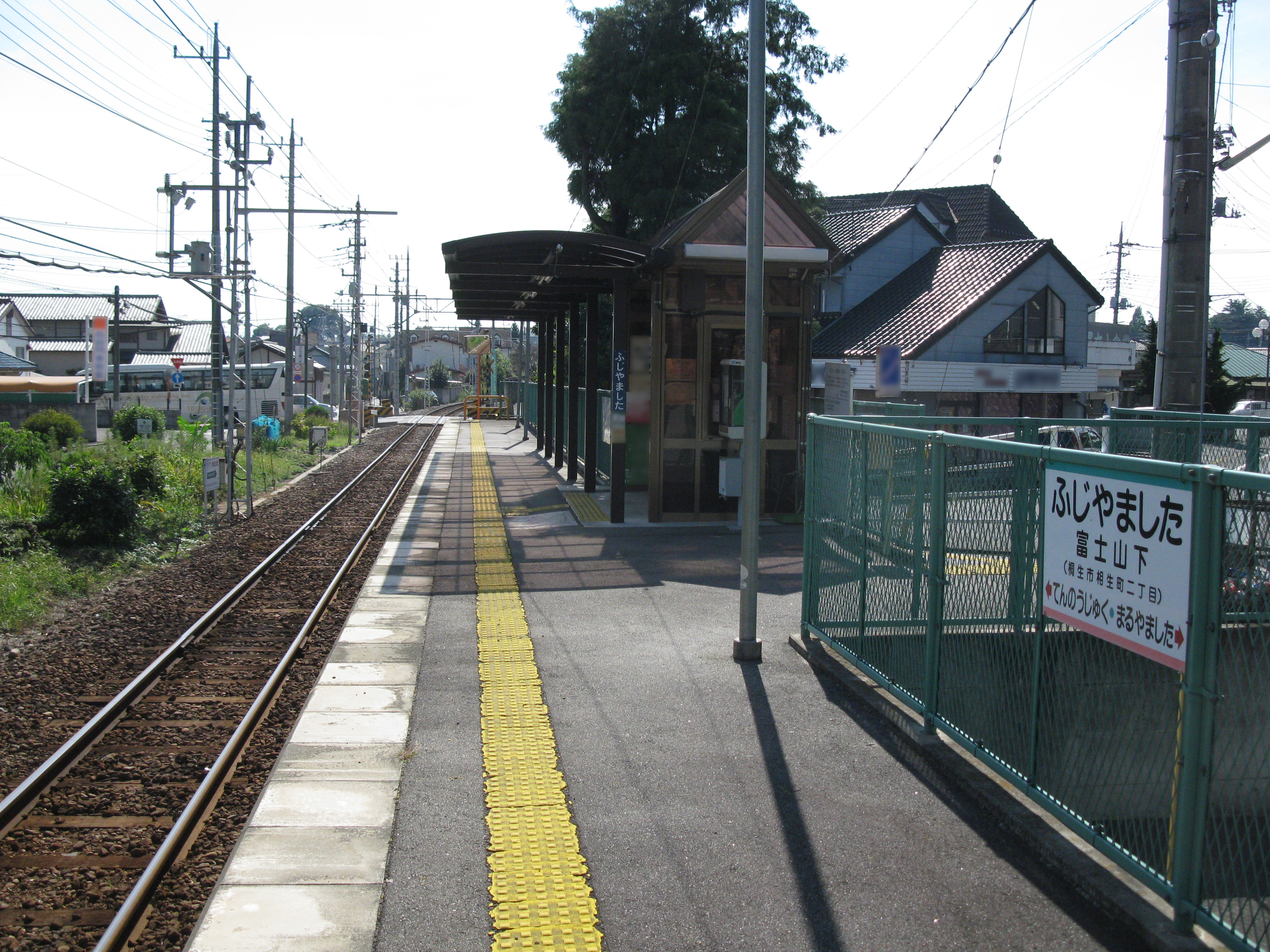
月台（2010年9月）

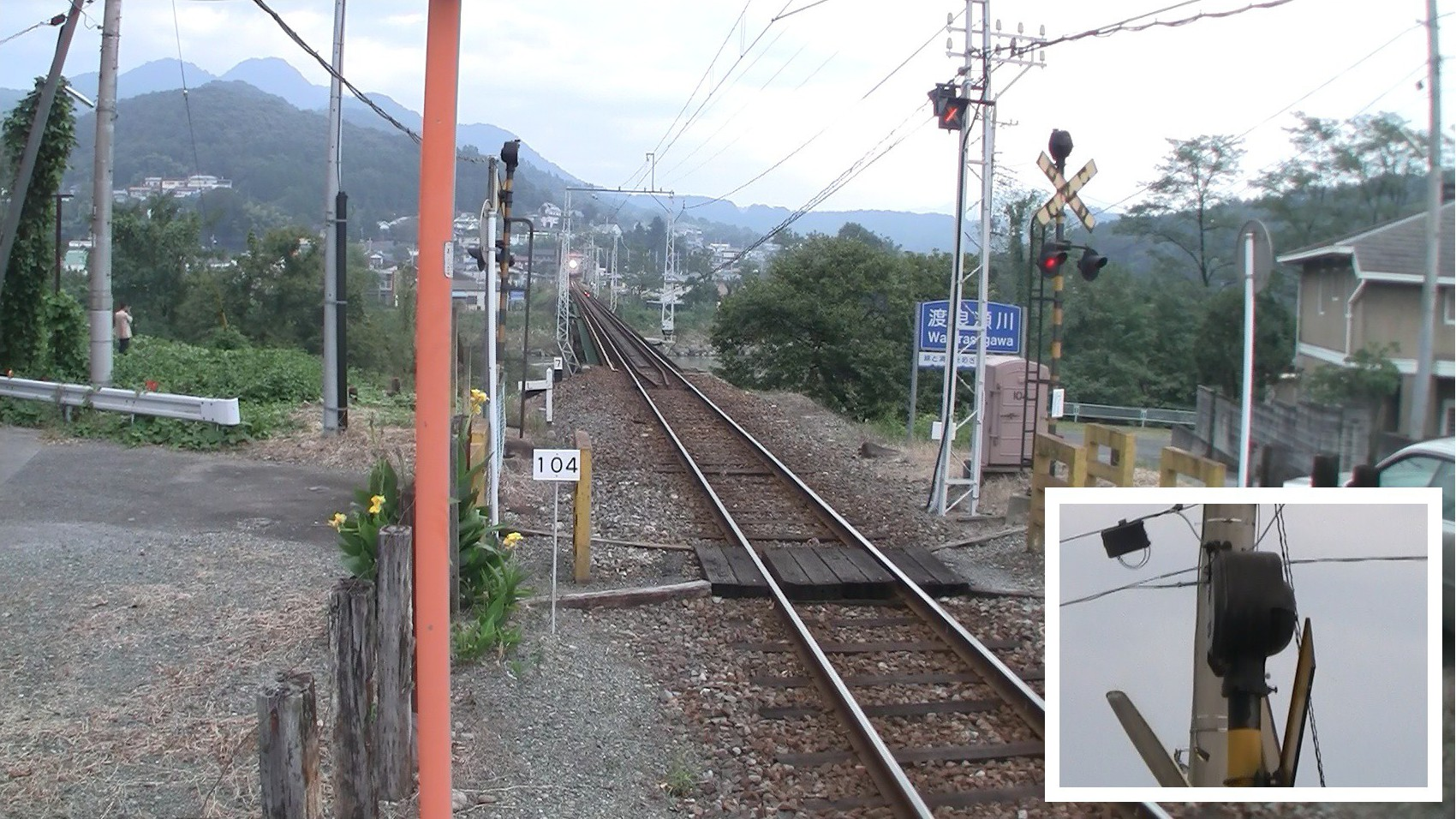
西桐生一方的電鈴式平交道警示器 (2011年9月30日)

富士山下站（日语：／ Fujiyama-shita eki */?）是位於群馬縣桐生市相生町二丁目274番7號，上毛電氣鐵道的上毛線車站。車站名稱取自桐生市內的富士山。

## 歷史
- 1928年（昭和3年）11月10日 - 車站啟用[1]。

## 車站構造
此站是地面車站，設有1面1線的單式月台。此站是無人車站。
車站靠近西桐生站一方設有第3種平交道，警示器為電鈴式（金屬鈴）。

## 使用狀況
以下為近年使用狀況數據。
| 上下車人次變化     | 上下車人次變化 |
| 年度               | 1日平均人次    |
| ------------------ | -------------- |
| 2009年（平成21年） | 96             |
| 2010年（平成22年） | 96             |
| 2011年（平成23年） | 94             |
| 2012年（平成24年） | 105            |
| 2013年（平成25年） | 119            |
| 2014年（平成26年） | 108            |
| 2015年（平成27年） | 111            |
| 2016年（平成28年） | 93             |
| 2017年（平成29年） | 94             |
| 2018年（平成30年） | 96             |
| 2019年（令和元年） | 85             |

## 車站周邊
- 富士山（日语：富士山 (桐生市)）（車站西北方）
- 渡良瀨川
- 赤岩橋（日语：赤岩橋 (渡良瀬川)）
- 淺間神社
- 餐廳
- 岸醫院

## 巴士路線
最近的巴士站是「富士山下站入口」。
| 乘車處 | 系統             | 主要途經                                         | 目的地       | 巴士公司 | 備註 |
| ------ | ---------------- | ------------------------------------------------ | ------------ | -------- | ---- |
|        | 相生線（左循環） | 相老站、桐生西高校前、桐生球場前站西、相老站入口 | 桐生站北出口 | 織姬巴士 |      |
|        | 相生線（右循環） | 足仲團地、厚生醫院                               | 桐生站北出口 | 織姬巴士 |      |

## 關於站名
車站名稱取自富士山，而在富士信仰下各地均設有「富士山」，其山頂設有淺間神社。而桐生市的富士山高160米，車站位於海拔約40米的小山中。桐生市的富士山與靜岡、山梨縣邊界的富士山的直線距離約為130公里。但是，在字面上（漢字），外國人觀光客會誤以為此站最接近富士山的車站。在2013年（平成25年），靜岡、山梨縣邊界的富士山被登錄為世界遺產，當中此站也受到注目。
上毛電氣鐵道為了避免錯誤地乘車，進行了一些宣傳工作。在2013年（平成25年）8月28日，登上桐生市的富士山山頂的淺間神社內，然後在神社內拍照後，首先50名於9月1日至10月31日於上毛電鐵官方網站上載後，上載者會得到登頂紀念認定證書。同日，上毛電鐵於網上商店開始發售「富士山下站」紀念入場券套裝。
在2014年（平成26年），Google檢索製作了廣告，以此站與（靜岡與山梨縣的）富士山最近的車站（富士山站），以及外國人觀光客作為題材。

## 相鄰車站
上毛電氣鐵道
上毛線
天王宿－富士山下－丸山下

## 注腳
1. ↑  「地方鉄道運輸開始」『官報』1928年11月19日（國立國會圖書館數碼化收藏）
2. ↑  市内鉄道の年間乗降客数 （页面存档备份，存于） - 桐生市
3. ↑  上毛電鉄「富士山下駅（ふじやましたえき）」からみる富士山についてPDF（日語） - 上毛電鐵
4. ↑  東京新聞2013年5月5日付記事 「群馬にフジヤマ？　外国人、富士山麓とカン違い」
5. ↑  群馬県の富士山(ふじやま)に登ろう!! 「富士山登頂の記念写真大募集」 （页面存档备份，存于）（日語）（2013年8月28日　上毛電氣鐵道　上電＆群馬の富士山　限定企画　9月1日參閲）
6. ↑  登頂しやすい？「富士山下駅」　１分で登山口、実は… （页面存档备份，存于）（日語）（2013年9月1日　朝日新聞デジタル　同9月1日閲覧）
7. ↑  商品一覧 （页面存档备份，存于）（日語）（2013年8月28日　上毛電氣鐵道原始商品販賣　9月1日參閲）
8. ↑  Google検索アプリ：「よく似た名前」篇 （页面存档备份，存于）（2014年7月19日 7月20日參閲）

## 外部連結
- 上毛電氣鐵道　沿線資訊 （页面存档备份，存于）（日語）